# Koivukylänväylä
Koivukylänväylä, est une rue de Vantaa en Finlande,.

## Présentation
La Koivukylänväylä est orientée Est-Ouest. 
Elle part de son croisement avec la  Lahdentie et la Vanha Porvoontie.
Sur son parcours, elle croise la Lahdenväylä, la rivière Keravanjoki, la ligne d'Helsinki à Riihimäki, longe la ceinture périphérique ferroviaire Kehärata, 
Puis elle se termine après avoir croisé la Tuusulanväylä.

## Bâtiments
- École de Kytöpuisto
- Koivukylän terveysasema
- Gare de Leinelä

## Galerie

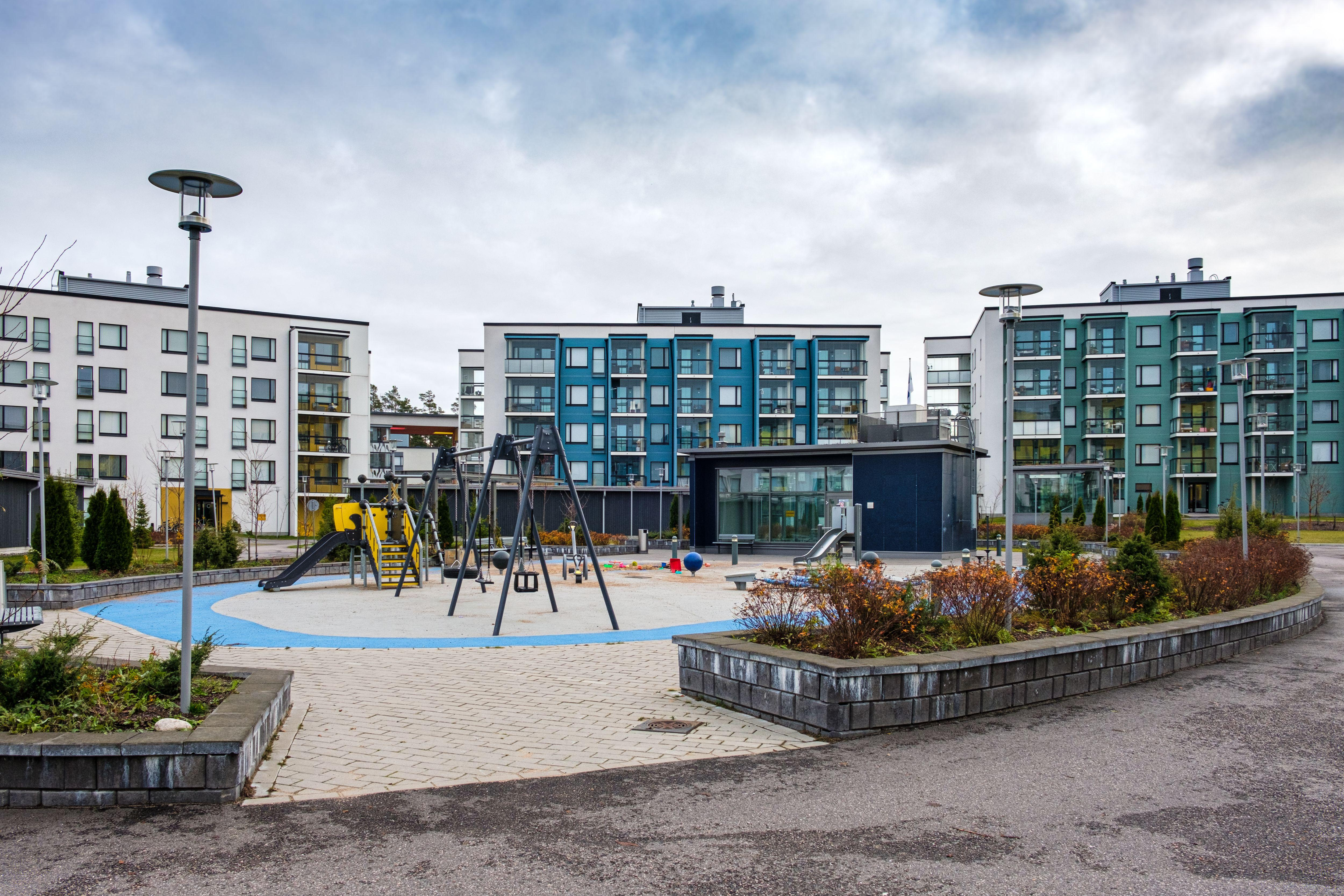
Résidence construite en 2017-2018 dans l'ilot urbain délimité par Koivukylänväylä, Leineläntie et Leinelä puistotie.
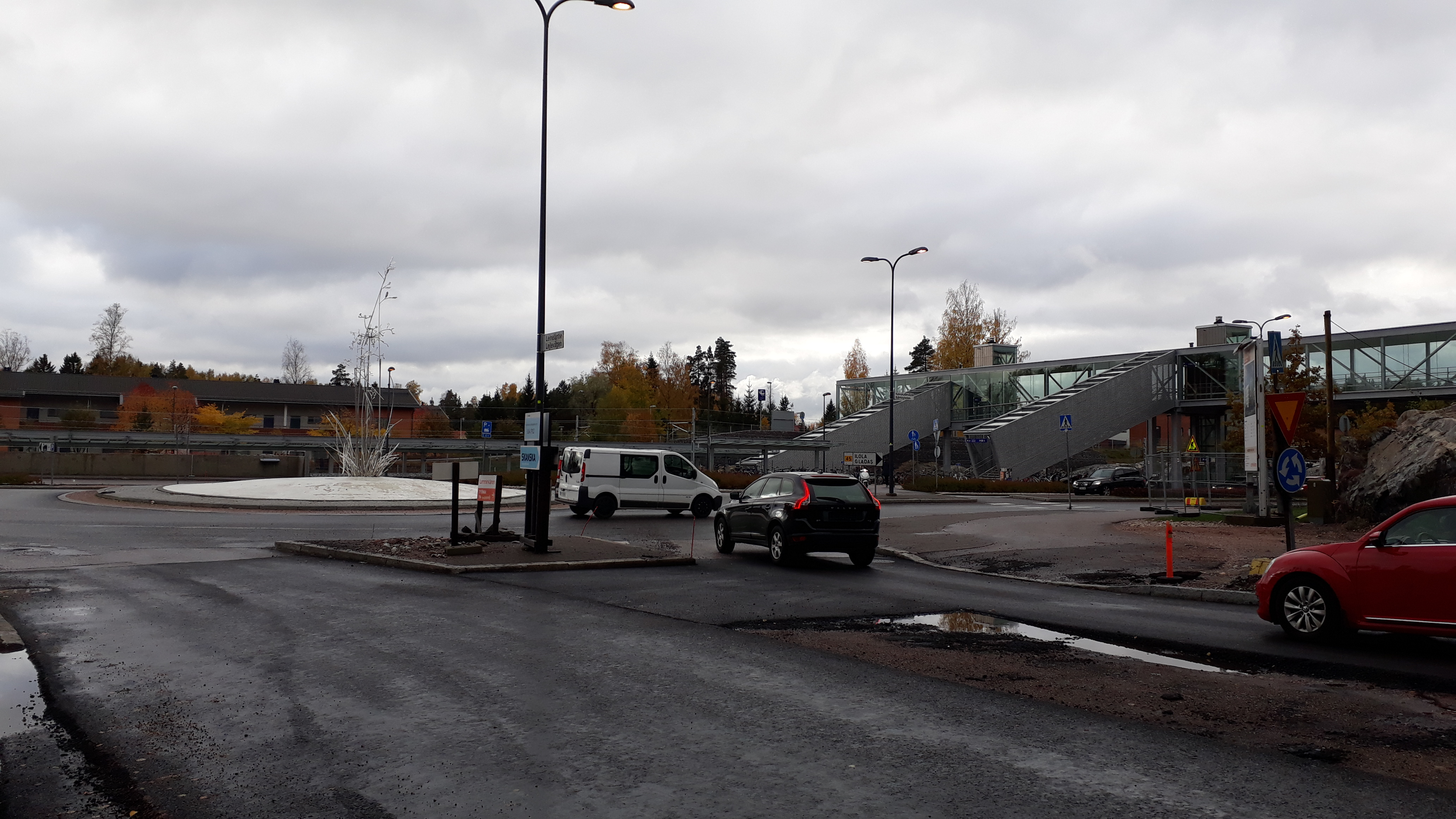